# Antonio Martín Oyague
Antonio Martín Oyague, més conegut com a Toño Martín (Valladolid, 6 de gener de 1969) és un exfutbolista castellanolleonès, que ocupava la posició de migcampista.

## Trajectòria
Provinent de la Gimnástica de Torrelavega, fitxa pel Reial Valladolid, amb qui debuta a primera divisió a la campanya 91/92. L'any següent hi disputa un altre encontre amb els val·lisoletans, ara a la categoria d'argent.